# Bathytropa dollfusi
Bathytropa dollfusi är en kräftdjursart som beskrevs av Hans Strouhal 1936. Bathytropa dollfusi ingår i släktet Bathytropa och familjen Bathytropidae. Inga underarter finns listade i Catalogue of Life.